# …Fem år till moped
…Fem år till moped är ett album av den svenska punkgruppen Coca Carola som släpptes 1996 på Beat Butcher Records. Spår ett till sex är tidigare osläppta låtar och spår 23 är en tidigare osläppt nyinspelning.

## Låtar på albumet
1. Dansa med mej
2. Kom och slå mig igen
3. Tusen dagar
4. Ifrån inget
5. Hyndan
6. Verklighet
7. Dagar kommer
8. Kullkastargränd
9. Gossen Franco
10. Jag föddes naken 1965
11. Fyra år
12. Hon i fönstret
13. Samborombon
14. Döda dej
15. I Vote For Rock'N'Roll
16. Lycka är
17. Profeten
18. Upp igen
19. Ingenstanz
20. Varje morgon
21. Vem är jag
22. Jag vill ha sex
23. Kom till kriget